# 王国维
王国维（1877年12月3日—1927年6月2日），初名德桢，字静安，又字伯隅，初号礼堂，晚号观堂（甲骨四堂之一），又号永观，谥忠悫。浙江省杭州府海宁人，中国学者、国学大师。
王國維與梁啟超、陳寅恪、趙元任號稱清華國學研究院的“四大導師”。中国新学术的开拓者，连接中西美学的大家，在文学、美学、史学、哲学、金石学、甲骨文、考古学等領域成就卓著。王國維精通英文、德文、日文，使他在研究宋元戲曲史時獨樹一幟，成為用西方文學原理批評中國舊文學的第一人。陳寅恪認為王國維的學術成就“幾若無涯岸之可望、轍跡之可尋”。著述甚丰，有《海宁王静安先生遗书》、《红楼梦评论》、《宋元戏曲考》、《人间词话》、《观堂集林》、《古史新证》、《曲录》、《殷周制度论》、《流沙坠简》等62种。

## 生平

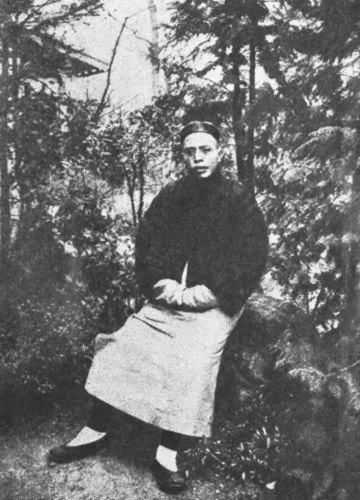
王国维壮年像

1877年，王國維出生于浙江杭州府海宁盐官雙仁巷的一個書香世家。其父王乃譽精於書畫、篆刻、古文詩詞，對兒時的王國維有很大影響。1883年，王國維七歲時入私塾，師從潘紫貴。1887年，父親回家奔喪，於是在家教王國維讀書，並改從陳壽田先生學習。
1892年7月，入州学，参加海宁州岁试，以第二十一名中秀才。与陈守谦、叶宜春、诸嘉猷被誉为“海宁四才子”。
1893年，肄業於杭州崇文書院，8月29日，鄉試未中返回海寧。
1897年4月，他在同邑陈枚肃家任塾师。9月，再應鄉試，未中。
1898年2月，進上海《時務報》館充書記校對。3月，康有為在京發起保國會，王國維曾去拜訪。利用公餘時間，他到金石学家羅振玉和藤田豐八辦的“東文學社”學習外文及理化，他和沈紘、樊炳清雖未及格但仍入學。9月，維新變法失敗，《時務報》停刊。11月，到上海，在東文學社和《農學報》工作。
1899年秋，跟隨田岗佐代治學習英文。
1900年6月，再赴上海做翻譯工作，結識狩野直喜。12月，返鄉準備留學。
1901年春，應羅振玉之邀，赴武昌湖北農務學堂任譯授。夏，到滬主編《教育世界》雜誌。
1902年2月，經藤田豐八介紹前往日本东京物理学校留學。夏，舊病復發回國。10月，張冶秋邀請王國維到京師大學堂教日文，同時張謇也邀請他到通州師範學校任教。11月，到通州任教，讲授哲学、心理学、倫理學等。
1904年12月，應羅振玉邀請到蘇州江蘇師範學堂任教。同時埋頭文學研究，開始其“兼通世界之學術”的“獨學”階段，写出《红楼梦评论》等多篇哲学、美学论文。后自编为《静庵文集》，于1905年出版。
1906年2月，羅振玉入京師任學部參事，王國維隨其北上。8月，父親去世，回家奔喪。1907年3月，返京在學部總務司行走，兼任學部圖書館編譯、名詞館協韻等職；因此結識了吳昌綬、王鵬運、朱祖謀、鄭文焯等詞學家。
1908年4月，偕家北上住在宣武門新簾子胡同。
1909年，漢學家伯希和從敦煌到北京準備返國，王國維、羅振玉與他討論考古問題，並商討敦煌寫本的研究計劃。秋，參與留美考試閱卷。
1910年8月，內藤湖南等人訪華，狩野直喜常常和他談論元代雜劇研究。

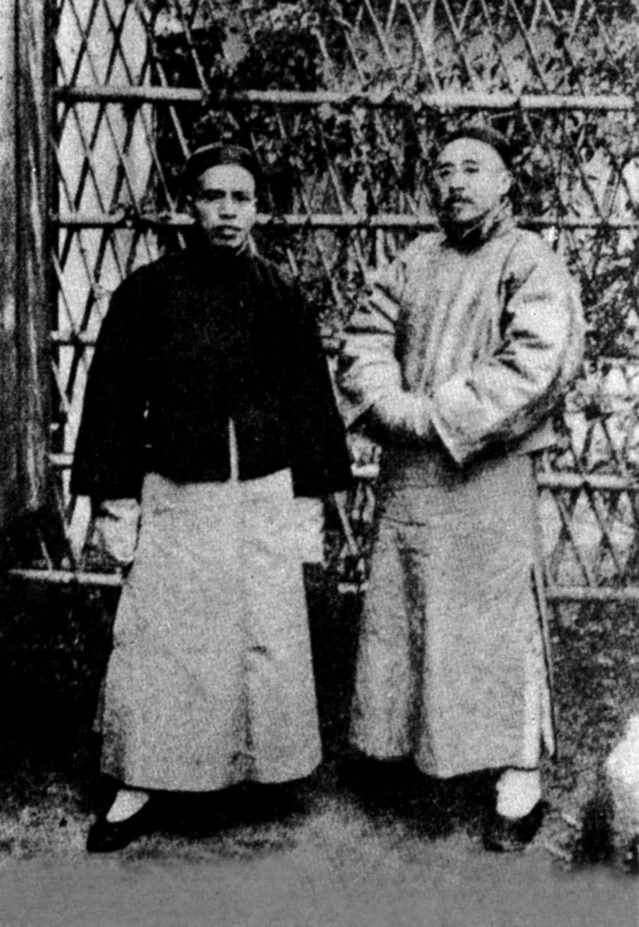
王國維與羅振玉

1911年，辛亥革命爆發后，王國維隨羅振玉寄居日本京都，從此以“前清遺民”自居。其研究方向開始從哲學、文學轉向經史、小學。他與羅振玉在學術上相互交流切磋，協助羅氏整理大雲書庫藏書。王國維以古文字學為基礎，研究古代中國歷史，從古器物到古代書冊、服裝、建築，各方面皆有涉及。在日本期間，王國維“生活最為簡單，而學問則變化滋甚。成書之多，為一生冠。”
1912年，和繆荃孫、鈴木虎雄多有書信往來，並結識青木正兒。
1913年，創作《宋元戲曲史》。
1915年3月，攜眷返國，會海寧掃墓後到上海，本打算到安陽、洛陽考察，但因為眼疾未果。正巧沈曾植寓居麥根路，常常去請教，與之結交。月底，與羅振玉一起返回日本，結識神田喜一郎。
1916年2月4日，王國維到京都已經歷四暑五冬，均有羅振玉出資補助，由於不願再麻煩羅氏，便決定回國。正巧同鄉鄒安替上海著名猶太富商哈同給王國維寫信，希望他可以出任《學術叢編》的編輯，於是在給羅振玉拜年後，偕長子回國任職。2月11日，到滬後移居吳興里392號，繼續從事甲骨文、考古學研究。3月，政局丕變，袁世凱取消帝制後各省紛紛獨立，王國維十分關注國內政局，在書信中常常有提及。年底，劉翰怡在上海建立淞社，約王國維參加。
1917年1月，為沈曾植編輯詩稿，月中，赴日探望羅振玉，在京都過春節。2月5日，返回上海。3月，內藤湖南和富岡謙藏等人訪華，王國維為其引薦徐乃昌、劉翰怡。9月，著《殷周制度論》，指出“中國政治與中國文化之變革，莫劇於殷周之際。”
1918年1月，經濟支絀，於是為蔣汝藻編藏書目，同時蔡元培來函擬聘王國維為教授，婉辭不就。這年，兼任上海倉聖明智大學教授。
1919年春末，羅振玉返國，抵上海。王國維雖關注國內政局，但主要工作還在在碑文和古籍的研究上，對政治少有參與。
1920年4月，為蔣汝藻的密韻樓編撰藏書志。
1921年1月28日，答應出任北大教授。
1922年春，受聘為北京大學國學門通訊導師。
1923年三月初一日，由蒙古貴族、大學士升允舉薦，與景方昶、楊鍾羲、溫肅應召任清遜帝溥儀“南書房行走”，均著在紫禁城内骑马。5月，王國維检理景阳宫藏书得以窥見大内所藏秘籍。7月14日，溥儀手令，王國維“加恩賞給五品銜，並賞食五品祿”。
1924年春，北京大學國學研究所擬聘王國維為主任，考慮再三不就。秋，國立清華大學擬辦研究院，曹雲翔欲仿照美國大學研究院辦法，與胡適商議。胡適建議參考宋、元以來的書院制，並推薦梁启超和王國維為導師。曹雲翔又邀請陈寅恪、赵元任、李濟為導師。但胡適上門敦請時，王國維婉辭。10月23日，冯玉祥发动“北京政变”，11月5日，修改對清室优待條例，溥儀遵照條款遷出皇宮，暫住醇王府，王國維陪同。經此事變王國維自認日在憂患中，經常想要自殺，被家人勸阻未果。
1925年2月，胡適請溥儀代為勸說，於是王國維只好奉詔到任籌備中的清华国学研究院，4月17日全家遷入清華園。清華時期，虽然開講課程仍然不出经史小学，課餘的研究方向大變，主攻西北史地学、蒙元史學，這也是他1927年逝世前的最後兩個研究領域。王國維在清華僅兩年多的時間，主要是授課，課程內容有中國古文字學，《说文·後序》、《說文》部首；群經中講《尚书》，該書五十幾篇，真偽各半，從經學、小學、史學各個方面一一考據，何者可讀，何者可疑。《詩經》的問題少，常常提及。三禮中，否定《周禮》，以《禮記》為晚作《仪礼》十七篇。他的弟子楊筠如所著《尚書覈詁》，劉盼的《學禮札記》都是以他的講授為藍本的。最精講到是《古史新证》，討論殷周史，考釋甲骨文、鐘鼎彝器，都是出於自己研究的創見。7月，為清華暑期補習學校演講《最近二三十年中國新發現之學問》，這次演講內容大略是“古來新學問大都由於新發現......自漢以來，中國學問上之最大發現有三：一為孔子壁中書，二為汲塚竹書，三則今之殷墟甲骨文字，敦煌漢晉木簡，千佛洞六朝及唐人寫本書卷，內閣大庫之元明以來書籍檔冊......而各地零星發現之金石書籍，與學術有大關係者尚不與焉！”。由此可知，這次演講可謂是自道自己的研究經歷。9月28日，研究院第一屆開學。研究生寫論文時，王國維認為要質疑、要寫高的題目。他提出的論文題為，為《詩經》中連綿字之研究，古音韻的研究，歷代度量衡考、周共和以前歷史年代考等等。有的研究生自擬題目，亦加以指導。在授課之餘，還對研究生個別指導。
1926年9月26日，長子潛明在上海過世，悲痛萬分，自此情緒鬱悶。10月15日，返回北京。
1927年，政治氣氛鉅變，諸如王國維、梁啟超等許多人都對中國前途流露著不安和悲觀。5月，趙元任和錢玄同等人組織“數人會”，王國維本要參加，不料還沒正式參會就發生了悲劇。6月2日上午，雇人力车到颐和园，自沉于昆明湖鱼藻轩，王國維留下遺書，封面上書寫著：“送西院十八號王貞明先生收”，最后落款時間和簽名是：“五月初二，父字。”遺書內容如下：

五十之年，只欠一死。经此事变，义无再辱。我死后当草草棺殓，即行藁葬于清华茔地。汝等不能南归，亦可暂移城内居住。汝兄亦不必奔丧，因道路不通，渠又不曾出门故也。书籍可托陈吴二先生处理。家人自有人料理，必不至于不能南归。我虽无财产分文遗汝等，然苟谨慎勤俭，亦必不至饿死也。
葬於福田公墓。1927年，友翰林楊鍾羲作《诰授奉政大夫赏食五品俸南書房行走特谥忠悫王公墓誌銘》。

## 自殺

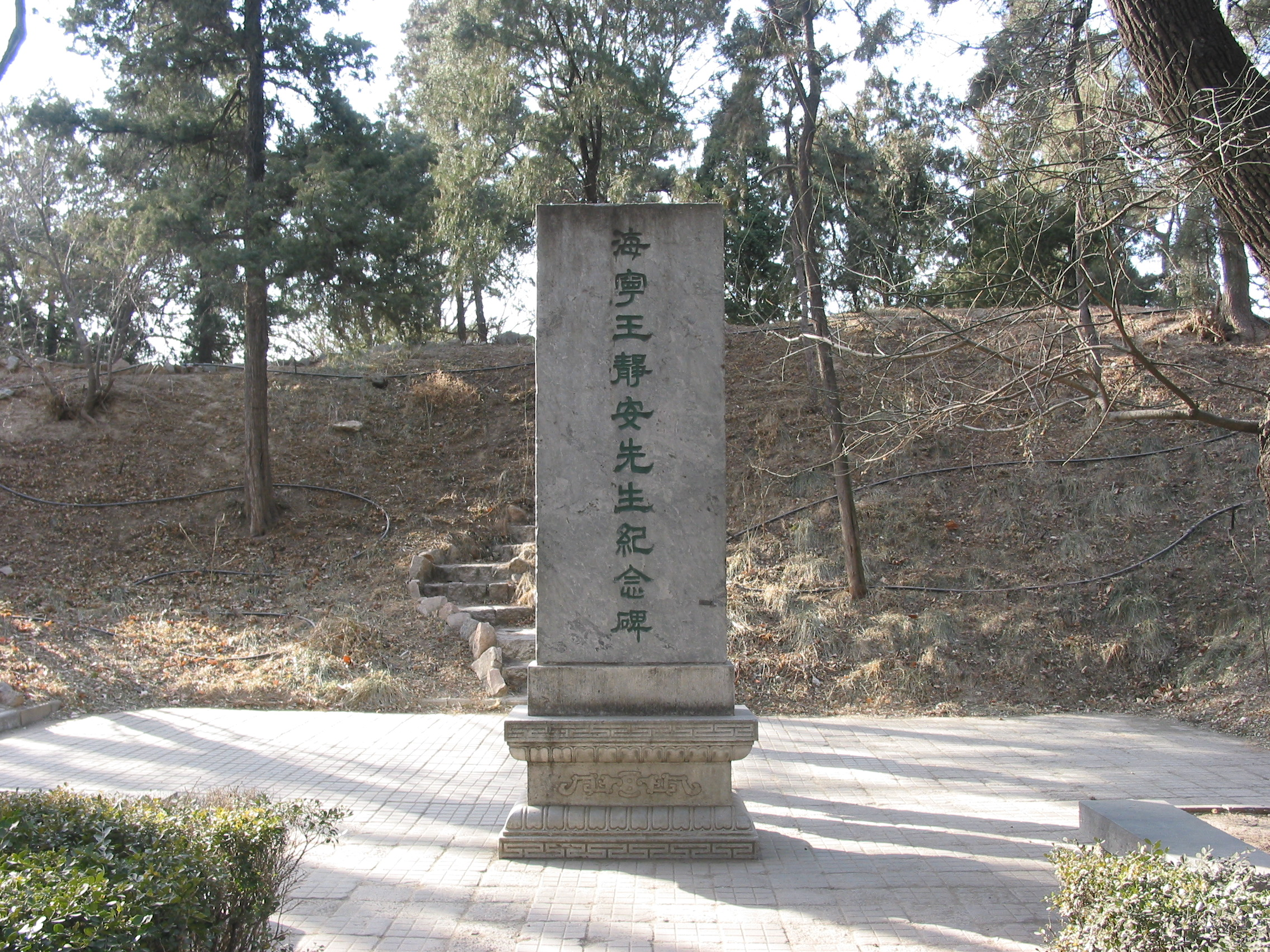
清华大学王国维纪念碑

王國維为何自溺，至今仍争论不一，論點有所謂的：“殉北洋說”、“反共及痛恨北伐說”、“逼債說”、“性格悲劇說”、“文化衰落說”。
金梁的《王忠愨公殉節記》中說：“五月初三，公晨起赴校，复僱車到頤和園，步至排雲殿西魚藻軒前，臨流獨立，盡紙煙一枚，園丁曾見之，忽聞有落水聲，爭往援起，不過一二分鐘，早已氣絕矣。”
陳寅恪在《王觀堂先生挽詞》的序言中寫道：“或問觀堂先生所以死之故。應之曰：近人有東西文化之說，其區域分劃之當否，固不必論，即所謂異同優劣，亦姑不具言；然而可得一假定之義焉。其義曰：凡一種文化值衰落之時，為此文化所化之人，必感苦痛，其表現此文化之程量愈宏，則其所受之苦痛亦愈甚；迨既達極深之度，殆非出於自殺無以求一己之心安而義盡也。”“吾中國文化之定義，具於白虎通三綱六紀之說，其意義為抽像理想最高之境，猶希臘柏拉圖所謂Idea者。若以君臣之綱言之，君為李煜亦期之以劉秀；以朋友之紀言之，友為酈寄亦待之以鮑叔。其所殉之道，與所成之仁，均為抽象理想之通性，而非具體一人一事。”
「殉清說」則與羅振玉所偽造的王國維遺折有關。遜帝溥儀閱畢遺折後，降諭賜王氏諡號「忠愨」 。
根據溥儀在《我的前半生》一書第四章〈天津的“行在” (1924 – 1930)〉中之說法，王國維早年受羅振玉接濟並結成兒女親家，然而羅振玉常以此不斷向王氏苛索，甚至以將王氏女兒退婚作要脅，令王國維走投無路而自殺。然此說有漏洞，遜帝或有所忌諱而不遑多言。馬叙倫在《石屋餘瀋》也曾說王國維是被羅振玉所迫後自殺。

## 家庭
- 妻子莫氏
  - 王潜明（1898–1926.9.26）：任職於海關；逝於傷寒症。
  - 王高明（1902–1969）：早年參加學運，从事诗词校注。文革期間，卷入“朱学范、谷春帆特务集团案”，最后服敌敌畏自尽。[25][26]
  - 王贞明（1905–1998）

- 妻子潘麗正
  - 王通明（1909–？）
  - 王纪明（1910–1978）
  - 王東明（1913–？）：生於日本京都吉田町神樂崗八番地[27]；遷臺後居於新北市永和區，嫁給陳秉炎（曾任內政部會計長，逝於1990年），長子名陳鎮宇。[28]；新北市長朱立倫於2014年重陽節前夕登門探訪。
  - 王慈明（1915–2010）
  - 王松明（1917–？）
  - 王登明（1919–1997）

- 终生密友
  - 海宁陈守谦，清末名官员、文人

## 學術

### 甲骨文研究
甲骨文始發現于晚清，後來劉鶚刊印《鐵雲藏龜》，繼而孫詒讓和羅振玉等人對甲骨文字進行研究。而將甲骨學由文字學演進到史學的第一人，則推王國維。他撰寫了《殷卜辭中所見先公先王考》、《殷卜辭中所見先公先王續考》、《殷虛卜辭中所見地名考》、《殷周制度論》、《殷禮徵文》以及《古史新證》等，將地下的材料甲骨文同紙上的材料中國歷史古籍對比來研究，用卜辭補正了《史記·殷本記》載的錯誤，而且進一步對殷周的政治制度作了探討，得出嶄新的結論，他的考證方法極為縝密，論斷堪稱精審。

### 二重证据法
王国维提倡以“地下之新材料”补“纸上之材料”，是为二重证据法。王国维首先用出土甲骨文，考订了商代先公先王的名字和前后顺序，证明了历史记载商朝君主世系的可靠性。二重证据法既繼承了乾嘉學派的考據傳統，又運用了實證主義的科學考證方法，是中国史学理论的重大革新，为古史及文献学的研究开辟了一个新纪元。

### 人生三重境界
王國維的《人間詞話》之二六，原文如下：“古今之成大事业、大学问者，必经过三种之境界。‘昨夜西风凋碧树，独上高楼，望尽天涯路’，此第一境也；‘衣带渐宽终不悔，为伊消得人憔悴’，此第二境也；‘众裡寻他千百度，蓦然回首，那人却在灯火阑珊处’，此第三境也。此等语皆非大词人不能道。然遽以此意解释诸词，恐晏、欧诸公所不许也。”是非常有趣的見解。后人常以此三种境界象征奋斗路上的心路历程。
但王國維的意境論和境界說不能混為一談。意境可以分解為意、境、觀三要素，而境界則主要指真情和心理境界，無法分解；意境論受西方理論影響明顯，而境界說則體現了回歸中國傳統詩學的傾向。

### 康德哲學
王國維对康德哲學的吸納藉由日本的二手文獻和日文、英文譯本。他借用康德的概念与學說来討論中國哲學的問題，譬如用康德的知識論討論中國哲學的人性論(見《論性》)，借用康德的理性學說討論"理"的問題(見《釋理》)，借用康德的自由理論討論"命"的問題(見《原命》)。

## 评价
- 晚年胡適曾回憶王：“他的人很醜，小辮子，樣子真難看，但光讀他的詩和詞，以為他是個風流才子呢！”“现今的中国学术界真凋敝零落极了。旧式学者只剩王国维、罗振玉、叶德辉、章炳麟四人；其次则半新半旧的过渡学者，也只有梁启超和我们几个人。内中章炳麟是在学术上已半僵化了，罗与叶没有条理系统，只有王国维最有希望。”並就當時學術界的情況指出“南方史學勤苦而太信古，北方史學能疑古而學問太簡陋......能夠融南北之長而去其短者，首推王國維與陳垣。”[35]
- 魯迅認為“中国有一部《流沙坠简》，印了将有十年了。要谈国学，那才可以算一种研究国学的书。开首有一篇长序，是王国维先生做的，要谈国学，他才可以算一个研究国学的人物。”[36]
- 陈寅恪撰文的《清华大学王观堂先生纪念碑铭》：「士之读书治学，盖将以脱心志于俗谛之桎梏，真理因得以发扬。思想而不自由，毋宁死耳。 斯古今仁圣所同殉之精义，夫岂庸鄙之敢望。先生以一死见其独立自由之意志，非所论于一人之恩怨、一姓之兴亡。呜呼！树兹石于讲舍，系哀思而不忘。表哲人之奇节，诉真宰之茫茫。来世不可知者也，先生之著述，或有时而不章。先生之学说，或有时而可商。惟此独立之精神，自由之思想，历千万祀，与天壤而同久，共三光而永光。」
- 王攸欣在《選擇、接受與疏離——王國維接受叔本華、朱光潛接受克羅齊美學比較研究》一書中說：“王國維寥寥幾萬字的《人間詞話》和《紅樓夢評論》比朱光潛洋洋百萬字的體系建樹在美學史上更有地位。”[37]

## 主要論著
王國維生平著述62種，批校的古籍逾200種。生前自編定《靜安文集》、《觀堂集林》刊行於世。逝世後，另有《遺書》、《全集》、《書信集》等出版。
- 《觀堂集林》二十四卷（罗振玉序）
- 《觀堂別集》四卷
- 《庚辛之間讀書記》一卷
- 《苕華詞》一卷
- 《靜安文集》一卷續集一卷
- 《爾雅草木蟲魚鳥獸釋例》一卷
- 《兩周金石文韻讀》一卷
- 《觀堂古今文考釋》五卷
- 《史籀篇疏證》一卷
- 《校松江本急就篇》一卷
- 《重輯蒼頡篇》二卷
- 《唐寫本唐韻校記》二卷佚文一卷
- 《殷禮徵文》一卷
- 《聯綿字譜》三卷
- 《補高郵王氏諧聲譜》一卷
- 《釋幣》二卷
- 《簡牘檢署考》一卷
- 《魏石經殘石考》一卷附錄一卷
- 《宋代金文著錄表》一卷
- 《國朝金文著錄表》六卷
- 《漢魏博士題名考》二卷
- 《清真先生遺事》一卷
- 《耶律文正公年譜》一卷餘錄一卷
- 《五代兩宋監本考》三卷
- 《兩浙古刊本考》二卷
- 《古本竹書紀年輯校》一卷
- 《今本竹書紀年疏證》二卷
- 《古行記四種校錄》一卷
- 《蒙韃備錄箋證》一卷
- 《黑韃事略箋證》一卷
- 《聖武親征錄校注》一卷
- 《長春真人西遊記校注》二卷
- 《乾隆浙江通志考異殘稿》四卷
- 《觀堂譯稿》二卷
- 《人間詞話》二卷
- 《宋元戲曲考》一卷
- 《唐宋大曲考》一卷
- 《戲曲考源》一卷
- 《古劇腳色考》一卷
- 《優語錄》一卷
- 《錄鬼簿校注》二卷
- 《錄曲余談》一卷
- 《曲錄》六卷
- 《都四十三種》一百零四卷[38]

## 外部連結
[在维基数据编辑]
 在维基文库阅读此作者作品（ 在维基共享资源阅览影像）
 《清史稿·卷496》，出自趙爾巽《清史稿》
- 国学大师－王国维（页面存档备份，存于）
- 王国维自沉的前前后后（上）（页面存档备份，存于）
- 王国维自沉的前前后后（下）（页面存档备份，存于）

## 畫像
- 王國維 / 江啟明 (Kong Kai Ming)   Portrait Gallery of Chinese Writers (Hong Kong Baptist University Library 香港浸會大學圖書館)

|                                      | 甲骨學四堂 |
| 羅雪堂 \| 王觀堂 \| 董彥堂 \| 郭鼎堂 |            |